# قنجر أوروبي
قنجر أوروبي أو عَرمُوط (الاسم العلمي: Conger conger) (بالإنجليزية: European conger)‏ هو نوع من الأسماك يتبع جنس القنجر من الفصيلة القنجرية.